# Карміне Аббаньяле
Карміне Аббаньяле (італ. Carmine Abbagnale, 5 січня 1962) — італійський академічний веслувальник.
Олімпійський чемпіон 1984, 1988 років у складі розпашної двійки зі стерновим, срібний призер 1992 року в складі розпашної двійки зі стерновим, учасник 1996 року.
Переможець Середземноморських ігор 1991 року в складі розпашної двійки зі стерновим, срібний призер 1993 року в складі розпашної двійки зі стерновим.
Чемпіон світу 1981 (розпашні двійки зі стерновим), 1982 (розпашні двійки зі стерновим), 1985, 1987, 1989, 1990, 1991 років у складі розпашної двійки зі стерновим, срібний призер 1986, 1993, 1994 років у складі розпашної двійки зі стерновим, бронзовий призер 1983 року в складі розпашної двійки зі стерновим.

## Родина
Брати — Агостіно і Джузеппе Аббаньяле.